# Index způsobilosti procesu
Index způsobilosti procesu nebo také Koeficient způsobilosti procesu je statistický parametr, používaný v oboru stálého zlepšování jakosti. Jeho smyslem je jednoznačně určit způsobilost procesu, tedy schopnost procesu dodávat výstup v rámci tolerovaného rozmezí hodnot a specifikovaného technického standardu – tedy zejména ve výrobě a v měření se zpětnou vazbou na výrobu.
Koncept procesní způsobilosti má smysl pouze pro procesy, které jsou v režimu SPC = Statistického řízení procesů.

## Definice
Horní a dolní specifikace procesu se značí jako USL a LSL, cílová hodnota jako T, odhad střední hodnoty procesu je {\displaystyle {\hat {\mu }}} a odhad variability procesu (vyjádřený jako směrodatná odchylka) je {\displaystyle {\hat {\sigma }}}, pak obecně přijímané indexy způsobilosti procesu zahrnují:
| Index | Popis |
| --- | --- |
| {\displaystyle {\hat {C}}_{p}={\frac {USL-LSL}{6\times {\hat {\sigma }}}}}                                                                                   | Odhad schopnosti procesu vytvářet požadovaný výstup, pokud by byl vycentrován. Předpokládá se normální rozdělení výstupu. |
| {\displaystyle {\hat {C}}_{p,lower}={{\hat {\mu }}-LSL \over 3\times {\hat {\sigma }}}}                                                                      | Odhad způsobilosti procesu vytvářet požadovaný výstup, pokud je specifikován pouze dolní limit (např. pevnost). Předpokládá se normální rozdělení výstupu. |
| {\displaystyle {\hat {C}}_{p,upper}={USL-{\hat {\mu }} \over 3\times {\hat {\sigma }}}}                                                                      | Odhad způsobilosti procesu vytvářet požadovaný výstup, pokud je specifikován pouze horní limit (např. koncentrace). Předpokládá se normální rozdělení výstupu. |
| {\displaystyle {\hat {C}}_{pk}=\min {\Bigg [}{USL-{\hat {\mu }} \over 3\times {\hat {\sigma }}},{{\hat {\mu }}-LSL \over 3\times {\hat {\sigma }}}{\Bigg ]}} | Odhad schopnosti procesu vytvářet požadovaný výstup, pokud je cíl ve středu specifikovaných limitů. Pokud není střední hodnota uprostřed, {\displaystyle {\hat {C}}_{p}} nadhodnocuje procesní schopnost. {\displaystyle {\hat {C}}_{pk}<0} v případě, že střední hodnota se ocitne mimo specifikované limity. Předpokládá se normální rozdělení výstupu. |
| {\displaystyle {\hat {C}}_{pm}={\frac {{\hat {C}}_{p}}{\sqrt {1+\left({\frac {{\hat {\mu }}-T}{\hat {\sigma }}}\right)^{2}}}}}                               | Vyjádření způsobilosti procesu v okolí požadovaného cíle T. {\displaystyle {\hat {C}}_{pm}} je vždy větší než nula. Předpokládá se přibližně normální rozdělení výstupu. {\displaystyle {\hat {C}}_{pm}} je také známo jako Taguchiho index způsobilosti.                                                                                                 |
| {\displaystyle {\hat {C}}_{pkm}={\frac {{\hat {C}}_{pk}}{\sqrt {1+\left({\frac {{\hat {\mu }}-T}{\hat {\sigma }}}\right)^{2}}}}}                             | Vyjadřuje způsobilost procesu v okolí cíle T, a je vhodné pro střední hodnotu posunutou mimo střed. Předpokládá se přibližně normální rozdělení výstupu. |

{\displaystyle {\hat {\sigma }}} je vyjádřeno pomocí výběrové směrodatné odchylky.

## Doporučené hodnoty
Indexy procesní způsobilosti jsou navrženy tak, aby jejich vyšší hodnoty korespondovaly s vyšší způsobilostí procesu. Hodnoty blízké nule nebo nižší než nula indikují stav procesu mimo požadovaný cíl ({\displaystyle {\hat {\mu }}} je vzdáleno od T) nebo s velkou odchylkou.
Stanovení hodnot cílů pro minimálně přijatelnou způsobilost procesu je předmětem osobního názoru, a obecně přijaté hodnoty závisí na odvětví, podmínkách a rozhodnutí. Například v odvětví automotive, organizace AIAG vytvořila směrnice v dokumentu Production Part Approval Process, 4. edice s doporučenou minimální hodnotou Cpk pro části vlastnosti procesu s kritickým vlivem na kvalitu. Samozřejmě i tato kritéria je možné diskutovat a pro některé procesy nelze vyhodnotiti způsobilost právě proto, že nemohou být správně vyhodnoceny.
Protože je způsobilost procesu funkcí specifikace, Index způsobilosti procesu je tak dobrý, jak dobrá je specifikace. Například pokud je specifikace převzata z inženýrských tabulek bez zvážení funkce a závažnosti, je diskuse o procesní způsobilosti zbytečná a bude mnohem užitečnější, pokud se zaměří na skutečná rizika, která nastávají mimo rámec specifikace. Ztrátová funkce Taguchi tento koncept ilustruje lépe.
V monografii Montgomery (2004) se doporučuje následující:
| Situace                                               | Doporučená minimální způsobilost procesu pro dvoustrannou specifikaci | Doporučená minimální způsobilost procesu pro jednostrannou specifikaci |
| ----------------------------------------------------- | --------------------------------------------------------------------- | ---------------------------------------------------------------------- |
| Existující proces                                     | 1,33                                                                  | 1,25                                                                   |
| Nový proces                                           | 1,50                                                                  | 1,45                                                                   |
| Bezpečný nebo kritický parametr pro existující proces | 1,50                                                                  | 1,45                                                                   |
| Bezpečný nebo kritický parametr pro nový proces       | 1,67                                                                  | 1,60                                                                   |
| Six Sigma proces kvality                              | 2,00                                                                  | 2,00                                                                   |

Je dobré vzít v úvahu, že má-li proces výstupní hodnotu způsobilosti větší než 2,5, další zlepšení této hodnoty může být drahé.